# Wirus mozaiki tytoniu

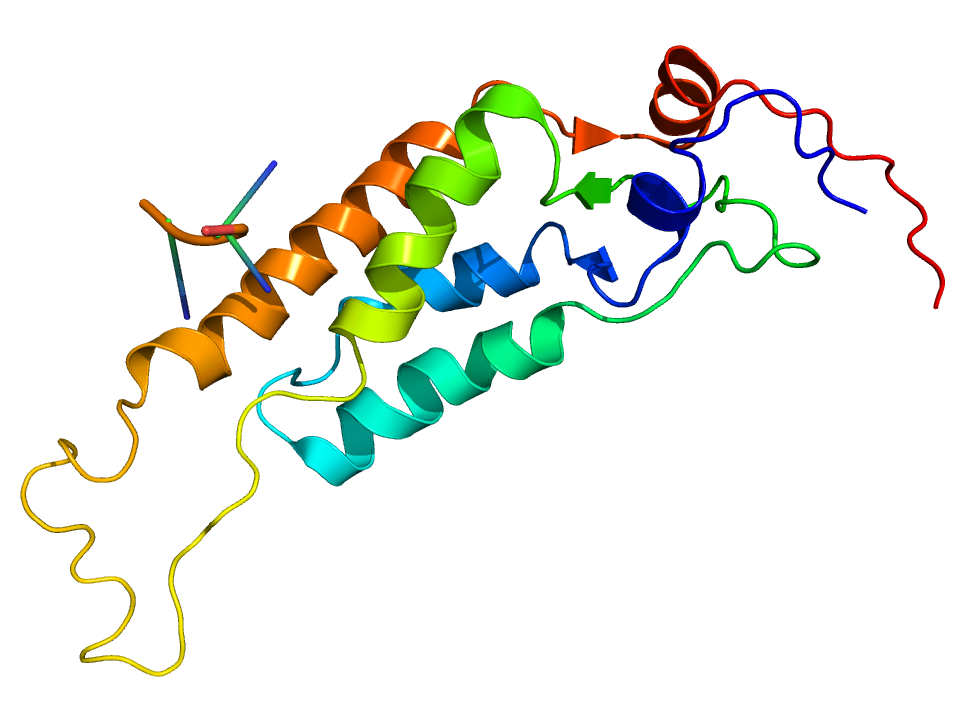
Struktura białka osłonki wirusa TMV

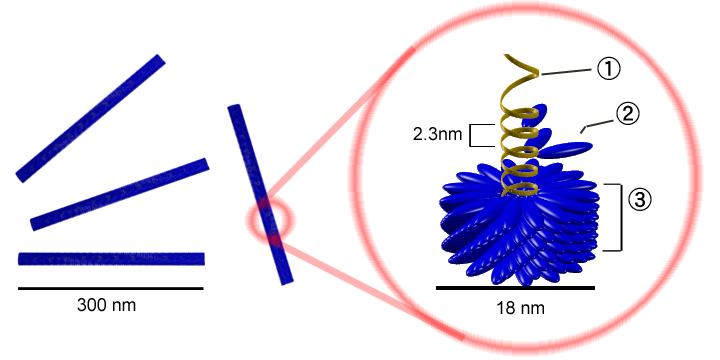
Budowa wirusa mozaiki tytoniu:
1 - kwas nukleinowy
2 - kapsomer
3 - kapsyd

Wirus mozaiki tytoniu (z ang. TMV, tobacco mosaic virus) – pierwszy poznany wirus. Powoduje mozaikę tytoniową. Należy do jednoniciowych wirusów (+)ssRNA. TMV należy do grupy tobamowirusów. W 1889 Martinus Beijerinck odkrył, że po odfiltrowaniu bakterii z soku liści chorej rośliny nadal pozostaje coś, co zakaża inne rośliny. Wirusa TMV wyizolowano i oczyszczono w 1930, a w 1935 Wendell Stanley wyodrębnił i otrzymał go w postaci krystalicznej. 
Wirus TMV łatwo przenoszony jest poprzez uszkodzenia mechaniczne roślin. 

## Budowa
Wirus TMV to sztywna struktura o długości 300 nm i średnicy 18 nm. Wirus zbudowany jest z jednej nici RNA upakowanej wewnątrz pochwy białkowej. Otoczka białkowa składa się z 2130 niewielkich białek upakowanych w postaci cegiełek i tworzących helikalny cylinder pusty w środku (wyścieła go materiał RNA). Długość helisy zależy od długości kwasu nukleinowego RNA, a szerokość – od wielkości i upakowania podjednostek białkowych.